# Instituto de Urbanismo de París
El Instituto de Urbanismo de París (en francés: Institut d'urbanisme de Paris) fue un antiguo centro de enseñanza superior francés para la formación de profesiones relacionadas con el planeamiento urbanístico. Fundado en 1919 como Escuela de Altos Estudios urbanos (EHEU), frente a la emergencia del alojamiento, la subida de los alquileres, las necesidades de las grandes aglomeraciones urbanas, debates recurrentes en la Francia de finales del siglo XIX, la escuela se convirtió en 1924 en el Instituto de urbanismo de la Universidad de París. En 1972, el Instituto se vinculó a la Universidad Paris-Est Créteil de Val-de-Marne con el nombre de Instituto de Urbanismo de París. En 2015, el IUP y el Instituto Francés de Urbanismo (IFU) se fusionan para formar la nueva Escuela de Urbanismo de París. En el momento de su disolución y la aparición de la nueva EUP, el centro contaba con 350 estudiantes, 30 profesores e investigadores y profesionales asociados y acogía un laboratorio de investigación, el Lab’Urba, en asociación con el Instituto Francés de Urbanismo. Estaba vinculado a la Universidad París-Est Créteil Val-de-Marne, miembro fundador del Polo de investigación y de enseñanza superior (PRES) Universidad París-Est.

## Historia
El Instituto de Historia, Geografía y Economía Urbanas fue creado en 1916. Compartió sede con la Biblioteca histórica de la ciudad de París y nació para prolongar la reflexión de la Comisión de extensión de París y su aglomeración (1911-1913). En 1919, se creó la revista La Vie urbaine, que fue el órgano principal de la Escuela de Altos Estudios Urbanos (EHEU), fundada bajo la égide de Marcel Poëte y de Henri Sellier. La revista interrumpió su publicación de 1940 a 1950, después la retoma hasta en 1977.
En 1922, la Escuela nacional de administración municipal, sección de perfectionnement administrativo del EHEU, está puesta en marcha. En 1924, la Escuela de los elevados estudios urbanas está atada en Sorbona y toma el nombre de Instituto de urbanismo de la universidad de París (IUUP). En 1933, el IUUP está acogido al seno el Instituto de arte y de archéologie cerca de Luxemburgo, que depende de Sorbona. En 1940, William Oualid, director del instituto desde 1937, es apartado debido a la política antisemita de la dieta de Vichy.
Los acontecimientos de Mayo 68 y la déconcentration universitaria querida por Edgar Faure tienen como consecuencia la deslocalización de la IUUP, en ese momentp regida por el jurista Georges Burdeau (que ha sucedido en 1964 al historiador Pierre Lavedan). El instituto abandona el centro de París para ser vinculado con una nueva universidad : París-Dauphine, en el distrito 16º. Toma el nombre de Instituto de urbanismo de París (IUP). En 1972, después de algunos años de incertidumbre, el Instituto de Urbanismo de París coge la universidad nueva de París-XII VALLE DEL MARNE, localizada a Créteil, ciudad erigida en jefatura como consecuencia de la reorganización administrativa  la región parisiense ;   el  de Sorbona permanece al 191, calle Santa Jacques a París y librará a marchar de 1989 uno DESS en disposición y urbanismo.
En 1992 : el diploma del IUP (DIUP) se transforma en un DESS urbanismo y gestión de las ciudades. En 1995, Urba+ está creada. Es la asociación de los ancianos alumnos del Instituto de urbanismo de París y organiza coloquios sobre temas emergentes del urbanismo. En 2006, los DESS y DEA del Instituto de urbanismo de París se fusionan en el muevo máster de Urbanismo y territorios. En 2009, los diplomas del IUP son reconduits y el máster toma el nombre de « Urbanismo y reformas ».
A partir de 2014, el instituto emménage a Campos-sobre-Marne al seno de la Ciudad Descartes de Marne-la-Vallée en el edificio Bienvenüe donde fusiona a la regresada 2015 con el Instituto Francés de Urbanismo en una lógica de reagrupación de la oferta pédagogique en urbanismo al seno del PRES Universidad París-Est, bajo la apelación « Escuela de urbanismo de París ».
El Lab’Urba se inscribe al seno de los dos principales institutos de urbanismo francés. Los trabajos de los investigadores del Lab'Urba (38 enseñantes-investigadores titulares, 10  PAST y  doctores-ATER, 70 doctorandos) pueden estar reagrupados bajo tres polos : « Usos, modos de vida y representaciones », « Acciones públicas y desarrollo de los territorios » y « Concepción y fabricación de los espacios urbanos ».

## Formación
El Instituto de Urbanismo de París formó a los urbanistas tras los estudios universitarios de grado. Tras una licence de tres años, el alumno adquiría un título similar al máster; por otra parte, también formaban para el doctorado. Los títulos y diplomas del Instituto de Urbanismo de París permitían el ejercicio de la profesión de urbanista en los siete dominios definidos por la Oficina profesional de cualificación de los urbanistas (OPQU).
El instituto propone un máster « Urbanismo y reformas » con varias especialidades : « Espacios urbanos y pasos de proyecto », « Estrategias territoriales y políticas públicas », « Transporte y movilidad » y « Dominio de labor de los proyectos urbanos ». Aproximadamente 70 doctorandos prosiguen una tesis en el seno del Lab’Urba, laboratorio común del Instituto francés de urbanismo y del Instituto de urbanismo de París y provienen horizontes muy diversos : urbanistas, sociólogos, geógrafos, arquitectos, economistas. Los doctores del Lab'Urba son diplomados por la Universidad París-Est. Cerca de un tercio de los estudiantes del Instituto de Urbanismo de París procedían del extranjero (América del Sur, Asia, Europa, Cercano y Oriente Medio, etc.).

## Personalidades asociadas
- Marcel Poëte, cofundador
- Henri Sellier, cofundador
- Pierre Lavedan
- Henri Lefebvre
- Jacqueline Beaujeu-Garnier
- Philippe Pinchemel
- Marcel Roncayolo, director de 1991 a 1994
- Laurent Davezies
- Thierry Paquot
- Bernard Ecrement, presidente